# Ennery (Val-d'Oise)
Pour les articles homonymes, voir Ennery.
Ennery est une commune française située dans le département du Val-d'Oise en région Île-de-France. Ses habitants sont appelés les Annericiens.

## Géographie

### Localisation
La commune se situe dans le Vexin français et domine la vallée de l'Oise et la ville de Pontoise, à 30 km au Nord-Ouest de Paris. Elle jouxte la ville nouvelle de Cergy-Pontoise avec au Nord Livilliers et Hérouville-en-Vexin, à l'Est par Auvers-sur-Oise et à l'Ouest par Osny.
Le sentier de grande randonnée GR1 traverse le territoire de la commune, il se prolonge vers Livilliers au Nord-Ouest et Auvers-sur-Oise à l'Est.
| Livilliers |          | Hérouville-en-Vexin |
| Osny       | Ennery   | Auvers-sur-Oise     |
|            | Pontoise |                     |

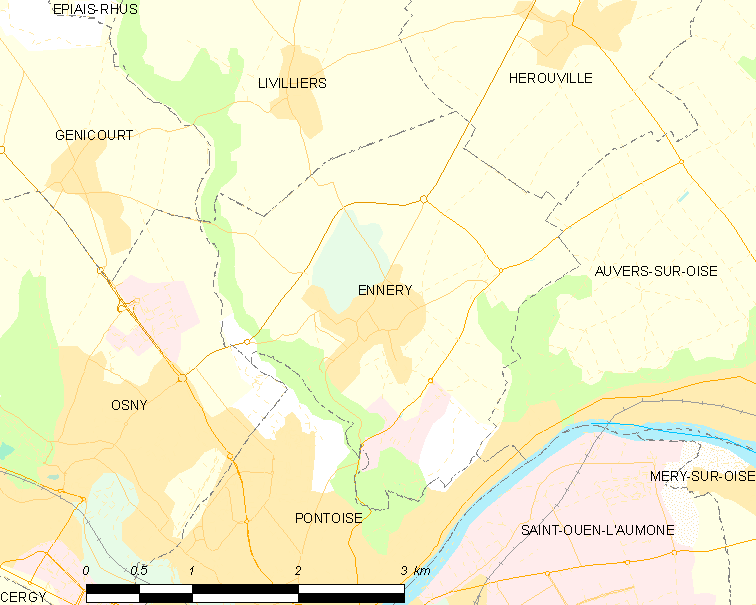
Carte de la commune.
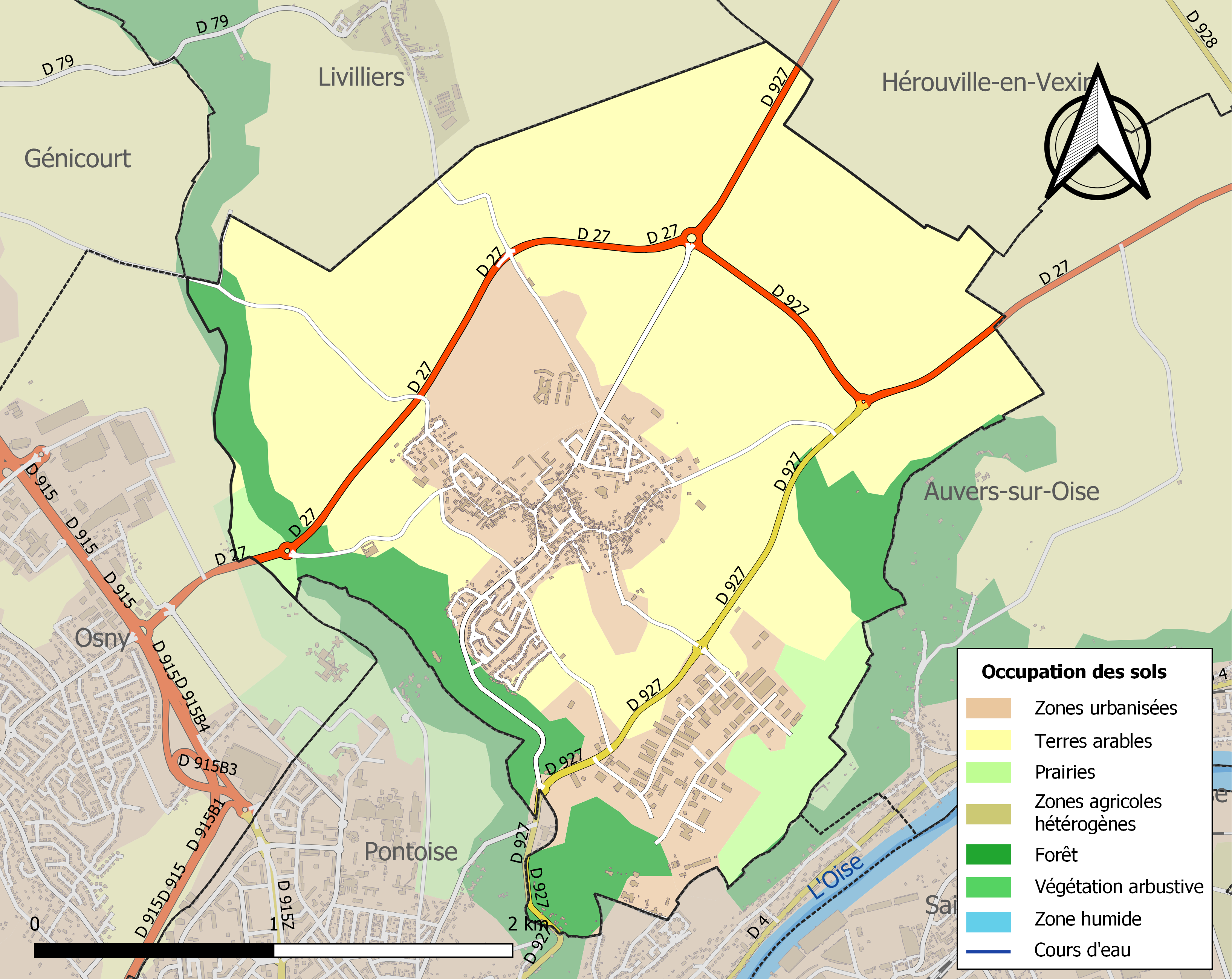
Occupation des sols

### Climat
Pour des articles plus généraux, voir Climat de l'Île-de-France et Climat du Val-d'Oise.
En 2010, le climat de la commune est de type climat océanique dégradé des plaines du Centre et du Nord, selon une étude du CNRS s'appuyant sur une série de données couvrant la période 1971-2000. En 2020, Météo-France publie une typologie des climats de la France métropolitaine dans laquelle la commune est exposée à un climat océanique et est dans la région climatique Sud-ouest du bassin Parisien, caractérisée par une faible pluviométrie, notamment au printemps (120 à 150 mm) et un hiver froid (3,5 °C).
Pour la période 1971-2000, la température annuelle moyenne est de 11,3 °C, avec une amplitude thermique annuelle de 15,1 °C. Le cumul annuel moyen de précipitations est de 688 mm, avec 11,4 jours de précipitations en janvier et 7,9 jours en juillet. Pour la période 1991-2020, la température moyenne annuelle observée sur la station météorologique la plus proche, située sur la commune de Pontoise à 3 km à vol d'oiseau, est de 12,5 °C et le cumul annuel moyen de précipitations est de 666,7 mm,. Pour l'avenir, les paramètres climatiques de la commune estimés pour 2050 selon différents scénarios d'émission de gaz à effet de serre sont consultables sur un site dédié publié par Météo-France en novembre 2022.
| Mois                                  | jan.             | fév.             | mars          | avril         | mai           | juin           | jui.         | août           | sep.        | oct.            | nov.           | déc.             | année      |
| ------------------------------------- | ---------------- | ---------------- | ------------- | ------------- | ------------- | -------------- | ------------ | -------------- | ----------- | --------------- | -------------- | ---------------- | ---------- |
| Température minimale moyenne (°C)     | 2,7              | 2,6              | 4,5           | 6,4           | 9,8           | 13             | 14,9         | 14,7           | 11,7        | 9,1             | 5,6            | 3,3              | 8,2        |
| Température moyenne (°C)              | 5,3              | 5,8              | 8,8           | 11,7          | 15,2          | 18,4           | 20,5         | 20,4           | 16,9        | 13              | 8,5            | 5,7              | 12,5       |
| Température maximale moyenne (°C)     | 7,8              | 9,1              | 13,1          | 16,9          | 20,5          | 23,8           | 26,1         | 26,2           | 22,2        | 17              | 11,5           | 8,2              | 16,9       |
| Record de froid (°C) date du record   | −12,5 01.01.1997 | −12,3 07.02.1991 | −8,1 01.03.05 | −2,4 08.04.03 | −0,5 06.05.19 | 1,8 05.06.1991 | 6 04.07.1990 | 5,6 26.08.1993 | 0 30.09.18  | −3,6 30.10.1997 | −10 24.11.1998 | −10,4 29.12.1996 | −12,5 1997 |
| Record de chaleur (°C) date du record | 16,7 18.01.07    | 21,5 27.02.19    | 25,8 16.03.12 | 29,8 29.04.10 | 32,9 27.05.05 | 39,7 27.06.11  | 40 01.07.15  | 40 09.08.20    | 36 15.09.20 | 31,1 01.10.11   | 22 08.11.15    | 17,5 17.12.15    | 40 2020    |
| Précipitations (mm)                   | 57,9             | 52,1             | 49,4          | 45,4          | 62,2          | 53,5           | 49           | 52,9           | 46,3        | 63,9            | 59             | 75,1             | 666,7      |

## Urbanisme

### Typologie
Au 1er janvier 2024, Ennery est catégorisée grand centre urbain, selon la nouvelle grille communale de densité à sept niveaux définie par l'Insee en 2022.
Elle appartient à l'unité urbaine d'Ennery, une unité urbaine monocommunale constituant une ville isolée,. Par ailleurs la commune fait partie de l'aire d'attraction de Paris, dont elle est une commune du pôle principal,. Cette aire regroupe 1 929 communes,.

### Habitat et logement
En 2018, le nombre total de logements dans la commune était de 1 027, alors qu'il était de 869 en 2013 et de 806 en 2008.
Parmi ces logements, 84,5 % étaient des résidences principales, 9,7 % des résidences secondaires et 5,9 % des logements vacants. Ces logements étaient pour 74,9 % d'entre eux des maisons individuelles et pour 15,1 % des appartements.
Le tableau ci-dessous présente la typologie des logements à Ennery en 2018 en comparaison avec celle du Val-d'Oise et de la France entière. Une caractéristique marquante du parc de logements est ainsi une proportion de résidences secondaires et logements occasionnels (9,7 %) supérieure à celle du département (1,3 %) et à celle de la France entière (9,7 %). Concernant le statut d'occupation de ces logements, 78,6 % des habitants de la commune sont propriétaires de leur logement (79,3 % en 2013), contre 56 % pour le Val-d'Oise et 57,5 pour la France entière.
| Typologie                                               | Ennery | Val-d'Oise | France entière |
| ------------------------------------------------------- | ------ | ---------- | -------------- |
| Résidences principales (en %)                           | 84,5   | 92,8       | 82,1           |
| Résidences secondaires et logements occasionnels (en %) | 9,7    | 1,3        | 9,7            |
| Logements vacants (en %)                                | 5,9    | 5,9        | 8,2            |

## Toponymie
Le nom de la localité est mentionné sous les formes Hunneriaca villa en 898, Hanneriaca Villa, Aneriaco, Annery, Anneri, Hanneri. La forme définitive Ennery date du XVIIe siècle.
Le nom d'Ennery vient sans doute du nom germanique Hunhari ou Anhari, mais peut-être aussi du latin Annarius, d'Agneric ou Haneric, un seigneur franc qui aurait vécu au début du VIIe siècle et dont on sait juste qu'il était parent de saint Ouen, évêque de Rouen, et qu'il était un des premiers officiers de Thibert d'Austrasie, avec le suffixe -acum.[réf. nécessaire]

## Politique et administration

### Liste des maires
Depuis la Libération de la France, 6 maires se sont succédé :

### Jumelages
Oberriexingen (Allemagne)

 Ennery (Moselle) (France) depuis le 15 avril 2012.

## Population et société

### Démographie
L'évolution du nombre d'habitants est connue à travers les recensements de la population effectués dans la commune depuis 1793. Pour les communes de moins de 10 000 habitants, une enquête de recensement portant sur toute la population est réalisée tous les cinq ans, les populations de référence des années intermédiaires étant quant à elles estimées par interpolation ou extrapolation. Pour la commune, le premier recensement exhaustif entrant dans le cadre du nouveau dispositif a été réalisé en 2007.

En 2022, la commune comptait 2 313 habitants, en évolution de −4,54 % par rapport à 2016 (Val-d'Oise : +4 %, France hors Mayotte : +2,11 %).
| 1793 | 1800 | 1806 | 1821 | 1831 | 1836 | 1841 | 1846 | 1851 |
| ---- | ---- | ---- | ---- | ---- | ---- | ---- | ---- | ---- |
| 531  | 543  | 601  | 491  | 593  | 611  | 586  | 570  | 569  |

| 1856 | 1861 | 1866 | 1872 | 1876 | 1881 | 1886 | 1891 | 1896 |
| ---- | ---- | ---- | ---- | ---- | ---- | ---- | ---- | ---- |
| 531  | 542  | 533  | 501  | 527  | 500  | 512  | 482  | 499  |

| 1901 | 1906 | 1911 | 1921 | 1926 | 1931 | 1936 | 1946 | 1954 |
| ---- | ---- | ---- | ---- | ---- | ---- | ---- | ---- | ---- |
| 513  | 491  | 517  | 475  | 512  | 523  | 521  | 517  | 622  |

| 1962 | 1968  | 1975  | 1982  | 1990  | 1999  | 2006  | 2007  | 2012  |
| ---- | ----- | ----- | ----- | ----- | ----- | ----- | ----- | ----- |
| 678  | 1 379 | 1 935 | 1 846 | 2 037 | 2 036 | 2 127 | 2 137 | 2 293 |

| 2017  | 2022  | - | - | - | - | - | - | - |
| ----- | ----- | - | - | - | - | - | - | - |
| 2 430 | 2 313 | - | - | - | - | - | - | - |

### Santé
- Clinique spécialisée dans le traitement de l'obésité avec séjours et cours de diététique alimentaire[réf. nécessaire].

### Social
L'Union Sportive Ennery Basket-Ball ( USEBB ) l'un des clubs de basket-ball du Val-d'Oise.
Ennery est également connu pour son accueil de loisirs Louis Marecal, fondé en 1966 par le curé Louis Marécal. Il accueille des jeunes de 3 à 18 ans et est une association plus connue sous le nom de AOJE reposant sur le bénévolat.
Ennery possède une école maternelle, une école primaire et une maison de retraite.
Un club de troisième âge et d'ancien combattant anime aussi le village.

## Culture locale et patrimoine

### Lieux et monuments

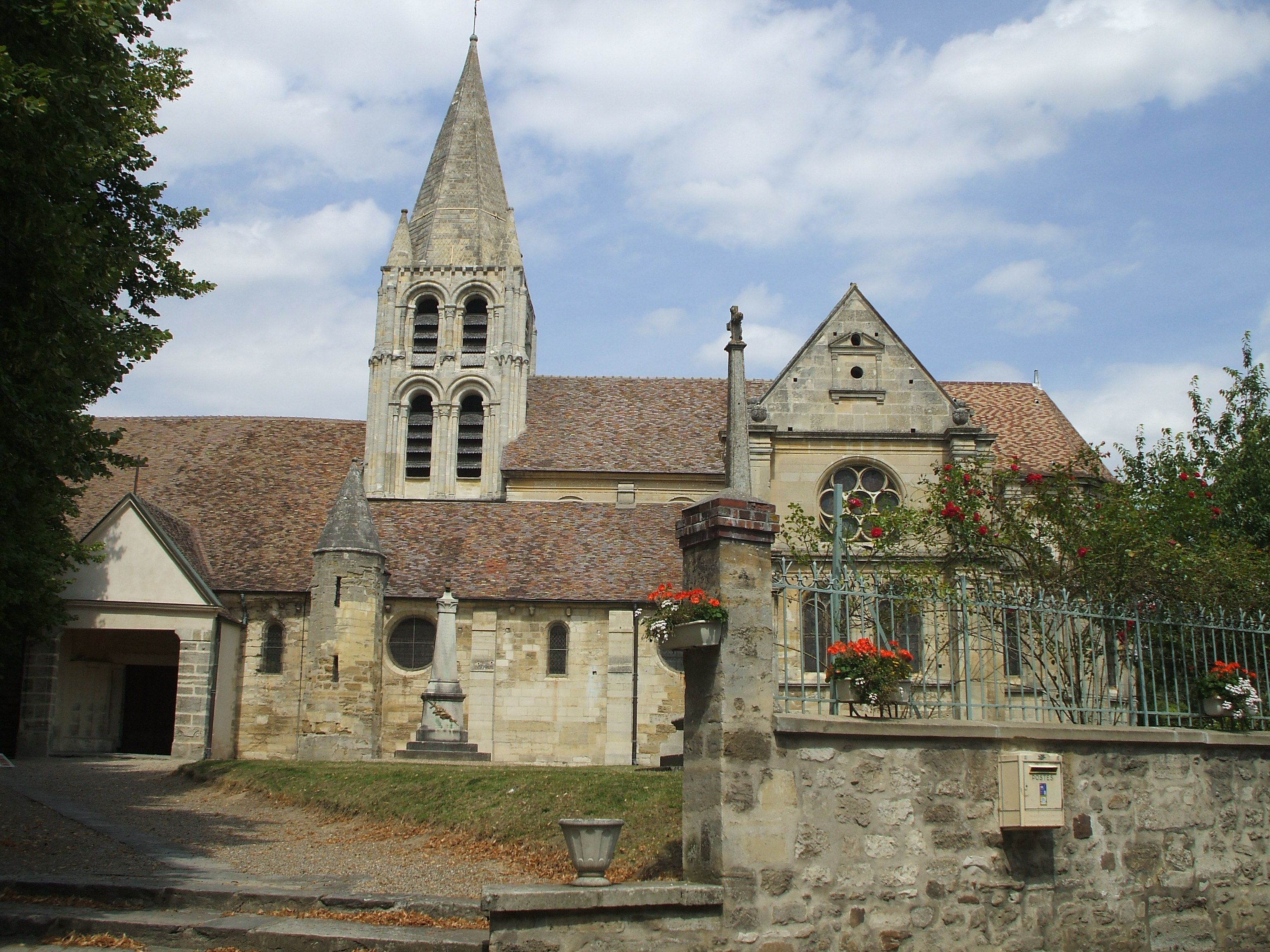
Église Saint-Aubin et croix de cimetière classée M.H. (à droite).

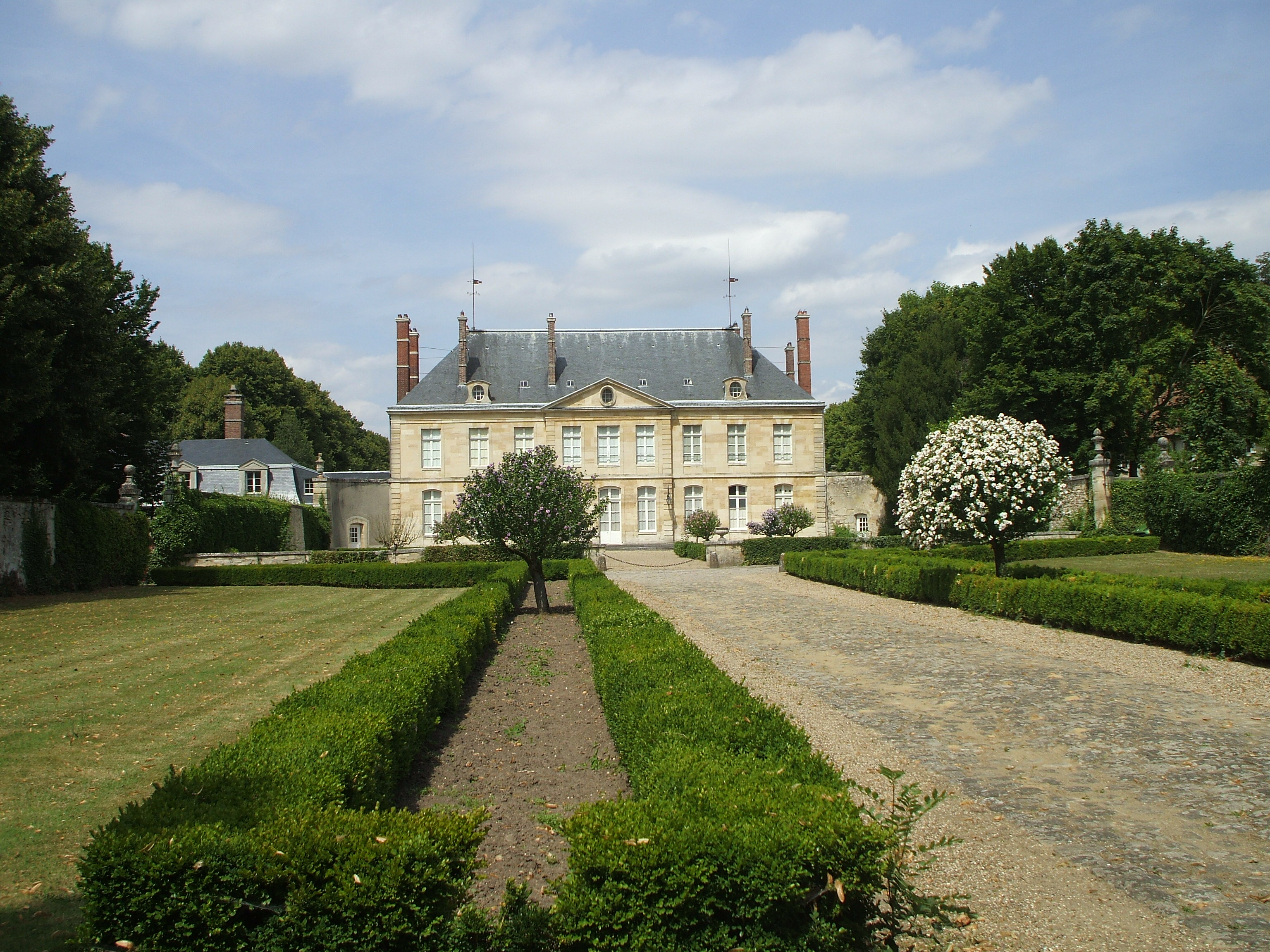
Château d'Ennery.

Ennery compte trois monuments historiques sur son territoire :
- Église Saint-Aubin, rue du Moutier (classée monument historique par arrêté du 19 janvier 1911[24]) : Cette église combine une église romane et gothique de la période comprise entre la fin du XIe siècle à la fin du XIIe siècle, à laquelle l'on a soustrait le chœur, à une vaste extension Renaissance de la seconde moitié du XVIe siècle. La construction commence à la fin du XIe siècle par la base du clocher, en même temps croisée du transept, achevée au début du XIIe siècle. Le clocher actuelle ne suit que pendant le second quart de ce même siècle. Ses deux étages sont presque identiques, sauf que le second étage est d'une hauteur plus réduite. Chaque angle du clocher est agrémenté d'une colonnette à chapiteau par étage, encadrée elle-même par deux autres colonnes identiques cantonnant les faces du clocher. Chacune de ses faces est percée de deux baies plein cintre s'inscrivant dans deux archivoltes gémelées. Les archivoltes tout comme les baies sont également flanqués de colonnettes, et les arcades sont ornées de tores. Ce clocher roman classique est coiffé d'une pyramide octogone en pierre, accompagnée de quatre clochetons coniques aux angles. La nef de quatre travées avec son triforium aveugle et les bas-côtés romans subsistent toujours, mais ces derniers ont perdu leur caractère. Une tourelle d'escalier octogonale devant la façade sud, entre nef et transept, donne accès aux combles. Le transept d'origine est transformé lors de l'agrandissement de l'église, dirigé par le maître-maçon Nicolas Le Mercier. Cette campagne de construction commençant vers 1565 porte sur deux travées supplémentaires de nef avec collatéraux ; un nouveau transept dont les murs pignons présentent deux baies plein cintre surmontés d'une rosace ; et un chœur de deux travées au chevet polygonal. Ses façades sont divisées en deux niveaux séparés par un larmier, avec donc une fenêtre en bas et une fenêtre en haut pour chaque compartiment. Les contreforts strictement verticaux sont sculptés en pilastres. Ceux du transept sont en outre couronnés par des boules. La façade occidentale est refaite au XVIIIe siècle dans le style classique[25],[26].

- Croix de cimetière (classée monument historique par arrêté du 15 février 1977[27]) : De très petites dimensions, cette croix du XVIIe siècle est montée sur un fût pyramidal du XVIIIe siècle. Elle arbore le Christ d'un côté et une Vierge à l'Enfant de l'autre côté[26].
- Château d'Ennery (classé monument historique par arrêté du 13 juin 1942, avec le colombier et le parc[28]) : D'un style classique aux proportions très équilibrés, l'architecture de ce petit château de la fin du XVIIe siècle se rapproche des œuvres de Jules Hardouin-Mansart. Le château comporte deux niveaux et un toit à deux croupes, avec seulement deux lucarnes de la forme d'oculi. La façade principale porte sur neuf travées, dont trois pour un corps central légèrement saillant surmonté d'un fronton triangulaire percé d'un oculus. Les murs sont entièrement en pierre de taille, avec des bossages aux angles. Les baies du rez-de-chaussée sont légèrement cintrées ; celles de l'étage sont rectangulaires.Des jardins à la française entourent le château[26]. À proximité du château, se trouvent les communs de 1699 et une ferme avec colombier. Il accueillait un centre de soins de suite et de réadaptation jusqu'à l'été 2019.

On peut également signaler : 

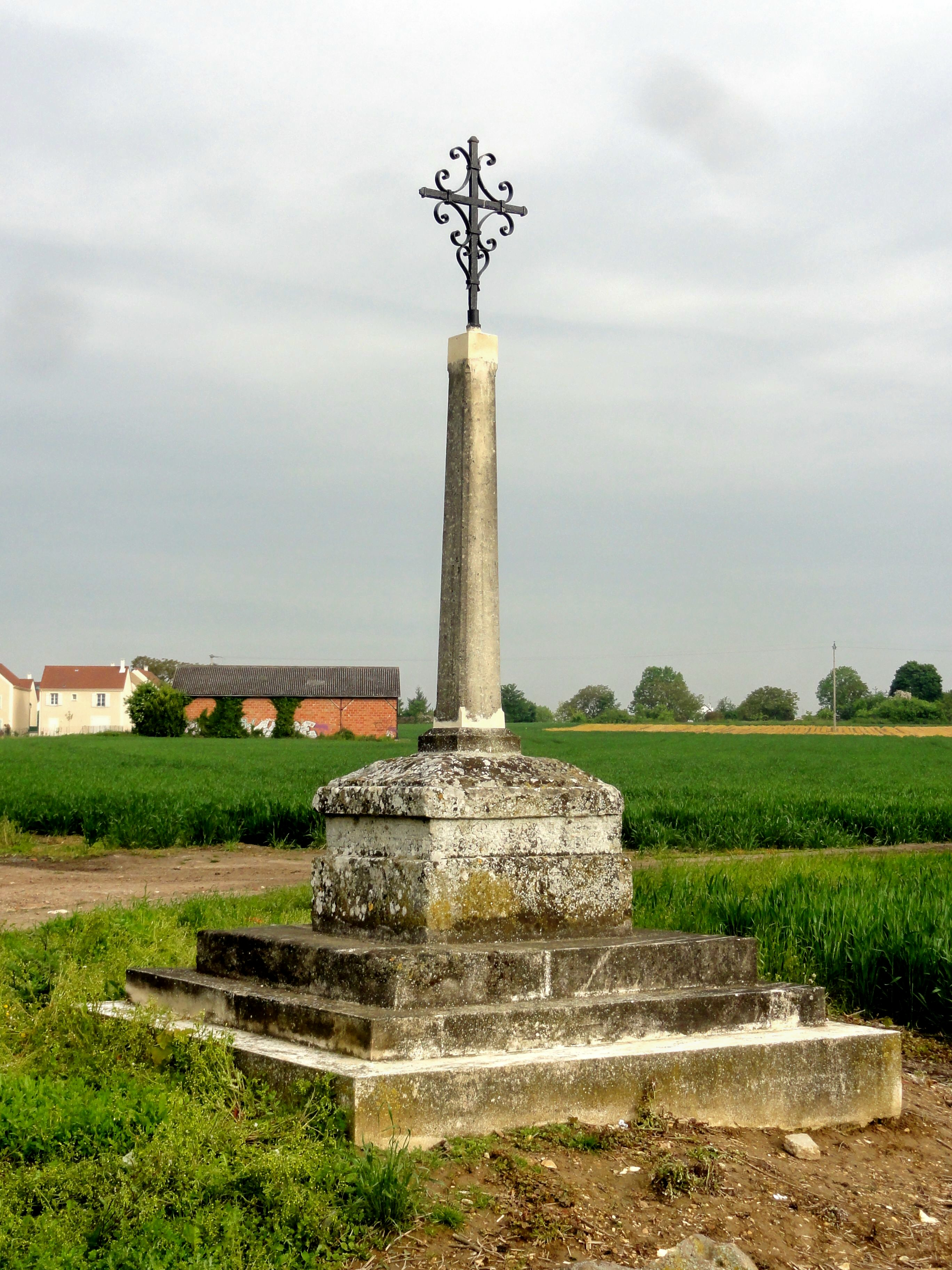
Croix d'autel.

- Ancienne mairie-école, actuelle mairie, rue du Moutier : Ce bâtiment a été inauguré le 13 novembre 1845 grâce à la générosité du baron Athanase Rendu. Le corps central à deux étages avec pignon sur la rue est flanqué par deux pavillons d'un seul étage, aux toits à quatre pans. Le rez-de-chaussée comporte trois portes d'entrée, une grande au centre donnant accès aux locaux de la mairie, et deux petites desservant les salles de classe dédiées aux garçons et aux filles. Le clocheton dominant le pignon est ajouté vers 1850, et la cloche n'est installée qu'en 1855. Aujourd'hui, le bâtiment est occupé entièrement par les services de la mairie[26].
- Croix de Nay ou de Né : Petite croix en fer forgé, érigée en 1720 par Jean Foy et de sa femme afin d'assurer le repos de leurs âmes. La croix est montée sur une haute colonne, plantée dans un socle trapu[26].
- Menhir de la Haute-Borne ou Pierre-Druidique : petit menhir en grès d'un mètre de haut, 1,20 m de large à la base et 30 centimètres au sommet qui fut déplacé face au calvaire[26] en 1859 car se trouvant sur le tracé de la nouvelle route de Pontoise à Méru.
- Croix de chemin dit croix d'Autel, sur l'ancienne route de Beauvais : Cette grande croix en fer du XIXe siècle proviendrait, selon la tradition, de l'église Saint-Aubin où elle aurait dominé le maître-autel[26].

### Personnalités liées à la commune
- Victor-Thérèse Charpentier (1732-1776), marquis d'Ennery, gouverneur de la Martinique, puis de Saint-Domingue.
- Ambroise Rendu, inspecteur général de l'Université est le frère d'Athanase, baron Rendu, propriétaire de château de 1822 à 1861.
- Hélène Brion, féministe et pacifiste, décédée en 1962 à Ennery, y est enterrée.
- Éliane Lejeune-Bonnier (1921-2015), organiste et compositrice française, décédée à Ennery.

### Héraldique
| Blason de Ennery | Blason  | Parti : au premier d'azur à l'héliotrope d'argent, au second aussi d'azur aux trois abeilles d'or ; au chef cousu d'azur chargé de trois fleurs de lys aussi d'or. |
| Blason de Ennery | Détails | Le statut officiel du blason reste à déterminer. |